# Liste der Naturdenkmale in Linsengericht (Hessen)
Die Liste der Naturdenkmale in Linsengericht (Hessen) nennt die in der Gemeinde Linsengericht im Main-Kinzig-Kreis gelegenen Naturdenkmale.
| Bild | Bezeichnung                             | Ortsteil, Lage                              | Beschreibung | Art                     | Nr.    |
| ---- | --------------------------------------- | ------------------------------------------- | ------------ | ----------------------- | ------ |
| BW   | 2 Rosskastanien                         | Eidengesäß 50° 10′ 49,8″ N, 9° 13′ 43,7″ O  |              | Rosskastanie            | 435019 |
| BW   | Steinhang mit Baumbewuchs am Hainkeller | Großenhausen 50° 9′ 50,6″ N, 9° 14′ 57,2″ O |              |                         | 435079 |
| BW   | Rosskastanie und Blutbuche im Hof Eich  | Geislitz 50° 10′ 1,8″ N, 9° 12′ 32,2″ O     |              | Rosskastanie, Blutbuche | 435188 |